# Благоевич, Йовица
Йовица Благоевич (серб. Јовица Благојевић; 27 августа 1998, Крагуевац, Союзная Республика Югославия) — сербский футболист, полузащитник клуба «Вождовац».

## Карьера

### Клубная
Йовица начал заниматься футболом в юношеской команде «Ягодины», в сезоне 2014/15 он выступал за «Рад».
В 2015 году Благоевич перешёл в «Вождовац», за который дебютировал 5 декабря во встрече с клубом «Раднички» из Ниша, став самым молодым игроком клуба в Суперлиге Сербии. В конце 2015 года полузащитник подписал свой первый профессиональный контракт сроком на четыре года. Всего в сезоне 2015/16 Благоевич провёл 6 матчей, в следующем — 11 игр.

### В сборной
В составе молодёжной сборной Сербии (до 19 лет) Йовица принимал участие в матчах отборочного турнира к чемпионату Европы 2017. Сербы не смогли пройти отбор в финальную часть.